# Seznam zmagovalcev Odprtega prvenstva Anglije - moške dvojice
Seznam zmagovalcev teniškega turnirja Odprto prvenstvo Anglije med moškimi dvojicami.

## Zmagovalci po letih
| Leto      | Zmagovalca                             | Druga                                        | Rezultat finala                             |
| --------- | -------------------------------------- | -------------------------------------------- | ------------------------------------------- |
| 1884      | William Renshaw Ernest Renshaw         | E.W. Lewis E.L. Williams                     | 6–3, 6–1, 1–6, 6–4                          |
| 1885      | William Renshaw Ernest Renshaw         | C.E. Farrer A.J. Stanley                     | 6–3, 6–3, 10–8                              |
| 1886      | William Renshaw Ernest Renshaw         | C.E. Farrer A.J. Stanley                     | 6–3, 6–3, 4–6, 7–5                          |
| 1887      | Herbert Wilberforce Patrick Bowes-Lyon | H.J. Crispe E. Barratt-Smith                 | 7–5, 6–3, 6–2                               |
| 1888      | William Renshaw Ernest Renshaw         | Herbert Wilberforce Patrick Bowes-Lyon       | 2–6, 1–6, 6–3, 6–4, 6–3                     |
| 1889      | William Renshaw Ernest Renshaw         | George Hillyard E.W. Lewis                   | 6–4, 6–4, 3–6, 0–6, 6–1                     |
| 1890      | Joshua Pim Frank Stoker                | George Hillyard E.W. Lewis                   | 6–0, 7–5, 6–4                               |
| 1891      | Wilfred Baddeley Herbert Baddeley      | Joshua Pim Frank Stoker                      | 6–1, 6–3, 1–6, 6–2                          |
| 1892      | Harry S. Barlow E.W. Lewis             | Wilfred Baddeley Herbert Baddeley            | 4–6, 6–2, 8–6, 6–4                          |
| 1893      | Joshua Pim Frank Stoker                | H.S. Barlow E.W. Lewis                       | 4–6, 6–3, 6–1, 2–6, 6–0                     |
| 1894      | Wilfred Baddeley Herbert Baddeley      | H.S. Barlow E.W. Lewis                       | 5–7, 7–5, 4–6, 6–3, 8–6                     |
| 1895      | Wilfred Baddeley Herbert Baddeley      | Wilberforce Eaves E.W. Lewis                 | 8–6, 5–7, 6–4, 6–3                          |
| 1896      | Wilfred Baddeley Herbert Baddeley      | Reginald Doherty H.A. Nisbet                 | 1–6, 3–6, 6–4, 6–2, 6–1                     |
| 1897      | Lawrence Doherty Reginald Doherty      | Wilfred Baddeley Herbert Baddeley            | 6–4, 4–6, 8–6, 6–4                          |
| 1898      | Lawrence Doherty Reginald Doherty      | C. Hobart H.A. Nisbet                        | 6–4, 6–4, 6–2                               |
| 1899      | Lawrence Doherty Reginald Doherty      | C. Hobart H.A. Nisbet                        | 7–5, 6–0, 6–2                               |
| 1900      | Lawrence Doherty Reginald Doherty      | Herbert Barrett H.A. Nisbet                  | 9–7, 7–5, 4–6, 3–6, 6–3                     |
| 1901      | Lawrence Doherty Reginald Doherty      | Dwight F. Davis Holcombe Ward                | 4–6, 6–2, 6–3, 9–7                          |
| 1902      | Frank Riseley Sydney Smith             | Lawrence Doherty Reginald Doherty            | 4–6, 8–6, 6–3, 4–6, 11–9                    |
| 1903      | Lawrence Doherty Reginald Doherty      | Frank Riseley Sydney Smith                   | 6–4, 6–4, 6–4                               |
| 1904      | Lawrence Doherty Reginald Doherty      | Frank Riseley Sydney Smith                   | 6–1, 6–2, 6–4                               |
| 1905      | Lawrence Doherty Reginald Doherty      | Frank Riseley Sydney Smith                   | 6–2, 6–4, 6–8, 6–3                          |
| 1906      | Frank Riseley Sydney Smith             | Lawrence Doherty Reginald Doherty            | 6–8, 6–4, 5–7, 6–3, 6–3                     |
| 1907      | Norman Brookes Tony Wilding            | Karl Behr Beals Wright                       | 6–4, 6–4, 6–2                               |
| 1908      | Josiah Ritchie Tony Wilding            | Arthur Gore Herbert Barrett                  | 6–1, 6–2, 1–6, 9–7                          |
| 1909      | Arthur Gore Herbert Barrett            | Stanley Doust Harry Parker                   | 6–2, 6–1, 6–4                               |
| 1910      | Josiah Ritchie Tony Wilding            | Arthur Gore Herbert Barrett                  | 6–1, 6–1, 6–2                               |
| 1911      | Max Decugis André Gobert               | Josiah Ritchie Tony Wilding                  | 9–7, 5–7, 6–3, 2–6, 6–2                     |
| 1912      | Herbert Barrett Charles Dixon          | Max Decugis André Gobert                     | 3–6, 6–3, 6–4, 7–5                          |
| 1913      | Herbert Barrett Charles Dixon          | Heinrich Kleinschroth Friedrich-Wilhelm Rahe | 6–2, 6–4, 4–6, 6–2                          |
| 1914      | Norman Brookes Tony Wilding            | Herbert Barrett Charles Dixon                | 6–1, 6–1, 5–7, 8–6                          |
| 1915 1918 | prva svetovna vojna                    | prva svetovna vojna                          |                                             |
| 1919      | Ronald Thomas Pat O'Hara Wood          | Rodney Heath Randolph Lycett                 | 6–4, 6–2, 4–6, 6–2                          |
| 1920      | Chuck Garland R. Norris Williams       | Algernon Kingscote James Cecil Parke         | 4–6, 6–4, 7–5, 6–2                          |
| 1921      | Randolph Lycett Max Woosnam            | Arthur Lowe Gordon Lowe                      | 6–3, 6–0, 7–5                               |
| 1922      | James Anderson Randolph Lycett         | Gerald Patterson Pat O'Hara Wood             | 3–6, 7–9, 6–4, 6–3, 11–9                    |
| 1923      | Randolph Lycett Leslie Godfree         | Eduardo Flaquer Manuel de Gomar              | 6–3, 6–4, 3–6, 6–3                          |
| 1924      | Francis Hunter Vincent Richards        | Watson Washburn R. Norris Williams           | 6–3, 3–6, 8–10, 8–6, 6–3                    |
| 1925      | Jean Borotra René Lacoste              | Ray Casey John F. Hennessey                  | 6–4, 11–9, 4–6, 1–6, 6–3                    |
| 1926      | Jacques Brugnon Henri Cochet           | Howard Kinsey Vincent Richards               | 7–5, 4–6, 6–3, 6–2                          |
| 1927      | Francis Hunter Bill Tilden             | Jacques Brugnon Henri Cochet                 | 1–6, 4–6, 8–6, 6–3, 6–4                     |
| 1928      | Jacques Brugnon Henri Cochet           | John Hawkes Gerald Patterson                 | 13–11, 6–4, 6–4                             |
| 1929      | Wilmer Allison John Van Ryn            | Ian Collins Colin Gregory                    | 6–4, 5–7, 6–3, 10–12, 6–4                   |
| 1930      | Wilmer Allison John Van Ryn            | John Doeg George Lott                        | 6–3, 6–3, 6–2                               |
| 1931      | George Lott John Van Ryn               | Jacques Brugnon Henri Cochet                 | 6–2, 10–8, 9–11, 3–6, 6–3                   |
| 1932      | Jean Borotra Jacques Brugnon           | Pat Hughes Fred Perry                        | 6–0, 4–6, 3–6, 7–5, 7–5                     |
| 1933      | Jean Borotra Jacques Brugnon           | Rjosuke Nunoi Džiro Sato                     | 4–6, 6–3, 6–3, 7–5                          |
| 1934      | George Lott Lester Stoefen             | Jean Borotra Jacques Brugnon                 | 6–2, 6–3, 6–4                               |
| 1935      | Jack Crawford Adrian Quist             | Wilmer Allison John Van Ryn                  | 6–3, 5–7, 6–2, 5–7, 7–5                     |
| 1936      | Pat Hughes Raymond Tuckey              | Charles Hare Frank Wilde                     | 6–4, 3–6, 7–9, 6–1, 6–4                     |
| 1937      | Don Budge Gene Mako                    | Pat Hughes Raymond Tuckey                    | 6–0, 6–4, 6–8, 6–1                          |
| 1938      | Don Budge Gene Mako                    | Henner Henkel Georg von Metaxa               | 6–0, 6–4, 6–8, 6–1                          |
| 1939      | Elwood Cooke Bobby Riggs               | Charles Hare Frank Wilde                     | 6–3, 3–6, 6–3, 9–7                          |
| 1940 1945 | druga svetovna vojna                   | druga svetovna vojna                         |                                             |
| 1946      | Thomas Brown Jack Kramer               | Geoff Brown Dinny Pails                      | 6–4, 6–4, 6–2                               |
| 1947      | Bob Falkenburg Jack Kramer             | Tony Mottram Bill Sidwell                    | 8–6, 6–3, 6–3                               |
| 1948      | John Bromwich Frank Sedgman            | Thomas Brown Gardnar Mulloy                  | 5–7, 7–5, 7–5, 9–7                          |
| 1949      | Pancho Gonzales Frank Parker           | Gardnar Mulloy Ted Schroeder                 | 6–4, 6–4, 6–2                               |
| 1950      | John Bromwich Adrian Quist             | Geoff Brown Bill Sidwell                     | 7–5, 3–6, 6–3, 3–6, 6–2                     |
| 1951      | Ken McGregor Frank Sedgman             | Jaroslav Drobný Eric Sturgess                | 3–6, 6–2, 6–3, 3–6, 6–3                     |
| 1952      | Ken McGregor Frank Sedgman             | Vic Seixas Eric Sturgess                     | 6–3, 7–5, 6–4                               |
| 1953      | Lew Hoad Ken Rosewall                  | Rex Hartwig Mervyn Rose                      | 6–4, 7–5, 4–6, 7–5                          |
| 1954      | Rex Hartwig Mervyn Rose                | Vic Seixas Tony Trabert                      | 6–4, 6–4, 3–6, 6–4                          |
| 1955      | Rex Hartwig Lew Hoad                   | Neale Fraser Ken Rosewall                    | 7–5, 6–4, 6–3                               |
| 1956      | Lew Hoad Ken Rosewall                  | Nicola Pietrangeli Orlando Sirola            | 7–5, 6–2, 6–1                               |
| 1957      | Gardnar Mulloy Budge Patty             | Neale Fraser Lew Hoad                        | 8–10, 6–4, 6–4, 6–4                         |
| 1958      | Sven Davidson Ulf Schmidt              | Ashley Cooper Neale Fraser                   | 6–4, 6–4, 8–6                               |
| 1959      | Roy Emerson Neale Fraser               | Rod Laver Bob Mark                           | 8–6, 6–3, 14–16, 9–7                        |
| 1960      | Rafael Osuna Dennis Ralston            | Mike Davies Bobby Wilson                     | 7–5, 6–3, 10–8                              |
| 1961      | Roy Emerson Neale Fraser               | Bob Hewitt Fred Stolle                       | 6–4, 6–8, 6–4, 6–8, 8–6                     |
| 1962      | Bob Hewitt Fred Stolle                 | Boro Jovanović Nikola Pilić                  | 6–2, 5–7, 6–2, 6–4                          |
| 1963      | Rafael Osuna Antonio Palafox           | Jean Claude Barclay Pierre Darmon            | 4–6, 6–2, 6–2, 6–2                          |
| 1964      | Bob Hewitt Fred Stolle                 | Roy Emerson Ken Fletcher                     | 7–5, 11–9, 6–4                              |
| 1965      | John Newcombe Tony Roche               | Ken Fletcher Bob Hewitt                      | 7–5, 6–3, 6–4                               |
| 1966      | Ken Fletcher John Newcombe             | William Bowrey Owen Davidson                 | 6–3, 6–4, 3–6, 6–3                          |
| 1967      | Bob Hewitt Frew McMillan               | Roy Emerson Ken Fletcher                     | 6–2, 6–3, 6–4                               |
| 1968      | John Newcombe Tony Roche               | Ken Rosewall Fred Stolle                     | 3–6, 8–6, 5–7, 14–12, 6–3                   |
| 1969      | John Newcombe Tony Roche               | Tom Okker Marty Riessen                      | 7–5, 11–9, 6–3                              |
| 1970      | John Newcombe Tony Roche               | Ken Rosewall Fred Stolle                     | 10–8, 6–3, 6–1                              |
| 1971      | Roy Emerson Rod Laver                  | Arthur Ashe Dennis Ralston                   | 4–6, 9–7, 6–8, 6–4, 6–4                     |
| 1972      | Bob Hewitt Frew McMillan               | Stan Smith Erik Van Dillen                   | 6–2, 6–2, 9–7                               |
| 1973      | Jimmy Connors Ilie Năstase             | Ashley Cooper Neale Fraser                   | 3–6, 6–3, 6–4, 8–9(3), 6–1                  |
| 1974      | John Newcombe Tony Roche               | Bob Lutz Stan Smith                          | 8–6, 6–4, 6–4                               |
| 1975      | Vitas Gerulaitis Gene Mayer            | Colin Dowdeswell Allan Stone                 | 7–5, 8–6, 6–4                               |
| 1976      | Brian Gottfried Raúl Ramírez           | Ross Case Geoff Masters                      | 3–6, 6–3, 8–6, 2–6, 7–5                     |
| 1977      | Ross Case Geoff Masters                | John Alexander Phil Dent                     | 6–3, 6–4, 3–6, 8–9(4), 6–4                  |
| 1978      | Bob Hewitt Frew McMillan               | Peter Fleming John McEnroe                   | 6–1, 6–4, 6–2                               |
| 1979      | Peter Fleming John McEnroe             | Brian Gottfried Raúl Ramírez                 | 4–6, 6–4, 6–2, 6–2                          |
| 1980      | Peter McNamara Paul McNamee            | Bob Lutz Stan Smith                          | 7–6(5), 6–3, 6–7(4), 6–4                    |
| 1981      | Peter Fleming John McEnroe             | Bob Lutz Stan Smith                          | 6–4, 6–4, 6–4                               |
| 1982      | Peter McNamara Paul McNamee            | Peter Fleming John McEnroe                   | 6–3, 6–2                                    |
| 1983      | Peter Fleming John McEnroe             | Tim Gullikson Tom Gullikson                  | 6–4, 6–3, 6–4                               |
| 1984      | Peter Fleming John McEnroe             | Pat Cash Paul McNamee                        | 6–2, 5–7, 6–2, 3–6, 6–3                     |
| 1985      | Heinz Günthardt Balázs Taróczy         | Patrick Cash John Fitzgerald                 | 6–4, 6–3, 4–6, 6–3                          |
| 1986      | Joakim Nyström Mats Wilander           | Gary Donnelly Peter Fleming                  | 7–6(4), 6–3, 6–3                            |
| 1987      | Ken Flach Robert Seguso                | Sergio Casal Emilio Sánchez                  | 3–6, 6–7(6), 7–6(3), 6–1, 6–4               |
| 1988      | Ken Flach Robert Seguso                | John Fitzgerald Anders Järryd                | 6–4, 2–6, 6–4, 7–6(3)                       |
| 1989      | John Fitzgerald Anders Järryd          | Rick Leach Jim Pugh                          | 3–6, 7–6(4), 6–4, 7–6(4)                    |
| 1990      | Rick Leach Jim Pugh                    | Pieter Aldrich Danie Visser                  | 7–6(5), 7–6(4), 7–6(5)                      |
| 1991      | John Fitzgerald Anders Järryd          | Javier Frana Leonardo Lavalle                | 6–3, 6–4, 6–7(7), 6–1                       |
| 1992      | John McEnroe Michael Stich             | Jim Grabb Richey Reneberg                    | 5–7, 7–6(5), 3–6, 7–6(5), 19–17             |
| 1993      | Todd Woodbridge Mark Woodforde         | Grant Connell Patrick Galbraith              | 7–5, 6–3, 7–6(4)                            |
| 1994      | Todd Woodbridge Mark Woodforde         | Grant Connell Patrick Galbraith              | 7–6(3), 6–3, 6–1                            |
| 1995      | Todd Woodbridge Mark Woodforde         | Rick Leach Scott Melville                    | 7–5, 7–6(8), 7–6(5)                         |
| 1996      | Todd Woodbridge Mark Woodforde         | Byron Black Grant Connell                    | 4–6, 6–1, 6–3, 6–2                          |
| 1997      | Todd Woodbridge Mark Woodforde         | Jacco Eltingh Paul Haarhuis                  | 7–6(4), 7–6(7), 5–7, 6–3                    |
| 1998      | Jacco Eltingh Paul Haarhuis            | Todd Woodbridge Mark Woodforde               | 2–6, 6–4, 7–6(3), 5–7, 10–8                 |
| 1999      | Mahesh Bhupathi Leander Paes           | Paul Haarhuis Jared Palmer                   | 6–7(10), 6–3, 6–4, 7–6(4)                   |
| 2000      | Todd Woodbridge Mark Woodforde         | Paul Haarhuis Sandon Stolle                  | 6–3, 6–4, 6–1                               |
| 2001      | Donald Johnson Jared Palmer            | Jiří Novák David Rikl                        | 6–4, 4–6, 6–3, 7–6(6)                       |
| 2002      | Jonas Björkman Todd Woodbridge         | Mark Knowles Daniel Nestor                   | 6–1, 6–2, 6–7(7), 7–5                       |
| 2003      | Jonas Björkman Todd Woodbridge         | Mahesh Bhupathi Maks Mirni                   | 3–6, 6–3, 7–6(4), 6–3                       |
| 2004      | Jonas Björkman Todd Woodbridge         | Julian Knowle Nenad Zimonjić                 | 6–1, 6–4, 4–6, 6–4                          |
| 2005      | Stephen Huss Wesley Moodie             | Bob Bryan Mike Bryan                         | 7–6(4), 6–3, 6–7(2), 6–3                    |
| 2006      | Bob Bryan Mike Bryan                   | Fabrice Santoro Nenad Zimonjić               | 6–3, 4–6, 6–4, 6–2                          |
| 2007      | Arnaud Clément Michaël Llodra          | Bob Bryan Mike Bryan                         | 6–7(5), 6–3, 6–4, 6–4                       |
| 2008      | Daniel Nestor Nenad Zimonjić           | Jonas Björkman Kevin Ullyett                 | 7–6(12), 7–6(3), 6–3, 6–3                   |
| 2009      | Daniel Nestor Nenad Zimonjić           | Bob Bryan Mike Bryan                         | 7–6(7), 6–7(3), 7–6(3), 6–3                 |
| 2010      | Jürgen Melzer Philipp Petzschner       | Robert Lindstedt Horia Tecău                 | 6–1, 7–5, 7–5                               |
| 2011      | Bob Bryan Mike Bryan                   | Robert Lindstedt Horia Tecău                 | 6–3, 6–4, 7–6(7–2)                          |
| 2012      | Jonathan Marray Frederik Nielsen       | Robert Lindstedt Horia Tecău                 | 4–6, 6–4, 7–6(7–5), 6–7(5–7), 6–3           |
| 2013      | Bob Bryan Mike Bryan                   | Ivan Dodig Marcelo Melo                      | 3–6, 6–3, 6-4, 6-4                          |
| 2014      | Vasek Pospisil Jack Sock               | Bob Bryan Mike Bryan                         | 7–6(7–5), 6–7(3–7), 6–4, 3–6, 7–5           |
| 2015      | Jean-Julien Rojer Horia Tecău          | Jamie Murray John Peers                      | 7–6(7–5), 6–4, 6–4                          |
| 2016      | Pierre-Hugues Herbert Nicolas Mahut    | Julien Benneteau Édouard Roger-Vasselin      | 6–4, 7–6(7–1), 6–3                          |
| 2017      | Łukasz Kubot Marcelo Melo              | Oliver Marach Mate Pavić                     | 5–7, 7–5, 7–6(7–2), 3–6, 13–11              |
| 2018      | Mike Bryan Jack Sock                   | Raven Klaasen Michael Venus                  | 6–3, 6–7(7–9), 6–3, 5–7, 7–5                |
| 2019      | Juan Sebastián Cabal Robert Farah      | Nicolas Mahut Édouard Roger-Vasselin         | 6–7(5–7), 7–6(7–5), 7–6(8–6), 6–7(5–7), 6–3 |
| 2021      | Nikola Mektić Mate Pavić               | Marcel Granollers Horacio Zeballos           | 6–4, 7–6(7–5), 2–6, 7–5                     |
| 2022      | Matthew Ebden Max Purcell              | Nikola Mektić Mate Pavić                     | 7–6(7–5), 6–7(3–7), 4–6, 6–4, 7–6(10–2)     |
| 2023      | Wesley Koolhof Neal Skupski            | Marcel Granollers Horacio Zeballos           | 6–4, 6–4                                    |
| 2024      | Harri Heliövaara Henry Patten          | Max Purcell Jordan Thompson                  | 6–7(7–9), 7–6(10–8), 7–6(11–9)              |
| 2025      | Julian Cash Lloyd Glasspool            | Rinky Hijikata David Pel                     | 6–2, 7–6(7–3)                               |